# Hadoprionidae
Hadoprionidae zijn een familie van uitgestorven borstelwormen (Polychaeta).

## Geslachten
- Hadoprion Eriksson & Bergman, 1998 †
- Ildraites Eller, 1936 †